# Aurora Marion
Pour les articles homonymes, voir Marion.
Aurora Marion, née le 22 décembre 1985 à Uccle (Belgique), est une actrice belge.

## Filmographie
- 2011 : La Folie Almayer : Nina
- 2012 : The Capsule
- 2014 : Mitriarhia
- 2015 : Belgian Disaster : Seema Young Indian
- 2015 : Mary Wants a Purple Dress : Helpful Stranger
- 2015 : Fallow : Amina
- 2016 : Noces : Hina Kazim
- 2017 : Les Mains dans le dos : Alexandra
- 2020 : Doctor Who (saison 12, épisode 2) : Noor Inayat Khan

## Distinctions

### Nominations
- 2018 : Magritte de la meilleure actrice dans un second rôle pour son rôle de Hina Kazim dans Noces (2016)
- 2013 : nomination au Magritte du meilleur espoir féminin pour son rôle de Nina dans La Folie Almayer (2011)